# Sam Hobbs
Samuel Francis "Sam" Hobbs, född 5 oktober 1887 i Selma i Alabama, död 31 maj 1952 i Selma i Alabama, var en amerikansk politiker (demokrat). Han var ledamot av USA:s representanthus 1935–1951.
Hobbs ligger begravd på Live Oak Cemetery i Selma.